# Makhlouf Eldaoudi

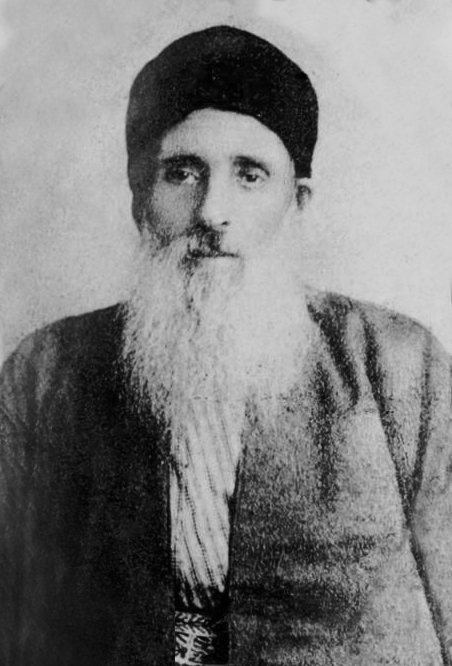
Rabbi Makhlouf Eldaoudi

Makhlouf Eldaoudi (* 1825 in Marrakesch, Marokko; † 1909 in Safed; hebräisch מכלוף אלדאודי) war der Hahambaşı, also türkischer Großrabbiner, der jüdischen Gemeinde von Akkon, Haifa, Safed und Tiberias (1889–1909).

## Leben
Geboren in Marrakesch, wanderte seine Familie nach Palästina aus. Sein Vater David stammte von dem Poeten Hiyya al-Daudi ab und gehörte zur jüdischen Elite. Eldaoudi wurde während seiner Jugend Rabbiner. Als offizieller Rabbi unternahm er Reisen in viele Länder, zumal er auch mehrere Sprachen beherrschte. Er schrieb drei religiöse Werke, die allerdings nicht veröffentlicht wurden.
Im Jahr 1889 wurde er von den Autoritäten zum Hahambaşı ernannt, mit der Erlaubnis des osmanischen Sultans Abdülhamid II. Während dieser Zeit als Hahambaşı versuchte er beharrlich, Juden, die sich bemüht haben zu einer anderen Religion zu konvertieren, für den jüdischen Glauben zurückzugewinnen. Sein Sohn Selim (Salim) erzählte im Nachhinein aus seinem Gedächtnis alle unbekannten Episoden nach, an denen sein Vater Teilhabe hatte.